# Pipizella beckeri
Pipizella beckeri är en tvåvingeart som beskrevs av Bradescu 1986. Pipizella beckeri ingår i släktet rotlusblomflugor, och familjen blomflugor.
Artens utbredningsområde är Rumänien. Inga underarter finns listade i Catalogue of Life.